# Leptogenys castanea
Leptogenys castanea é uma espécie de formiga do gênero Leptogenys, pertencente à subfamília Ponerinae.